# わくわく動物園
『わくわく動物園』（わくわくどうぶつえん）は、NHK教育テレビジョンで1995年4月3日から1999年4月3日まで放送されたミニ番組である。

## 概要
全国の動物園や水族館をまわって人気者の動物たちを紹介する。親子の触れ合いや子供たちのリアクションも合わせて放送。
オレンジ色のぶーばーがー（声 佐藤智恵・こおろぎさとみ）が番組ナビゲーターを担当。

## 放送時間
- 平日16:50-16:55，土曜日17:55-18:00（1995年度）
- 平日16:50-16:55，土曜日17:55-18:00（1996年度前期）
- 土曜日17:55-18:00（1996年度後期）
- 平日16:50-16:55，土曜日17:55-18:00（1997年度前期）
- 平日16:05-16:10，土曜日17:55-18:00（1997年度後期）
- 平日08:30-08:35，平日16:05-16:10，土曜日17:55-18:00（1998年度）